# Buenos Aires, Mariano Escobedo
Buenos Aires är en ort i Mexiko.   Den ligger i kommunen Mariano Escobedo och delstaten Veracruz, i den sydöstra delen av landet, 210 km öster om huvudstaden Mexico City. Buenos Aires ligger 2 710 meter över havet och antalet invånare är 133.
Terrängen runt Buenos Aires är kuperad åt sydväst, men åt nordost är den bergig. Runt Buenos Aires är det tätbefolkat, med 411 invånare per kvadratkilometer. Närmaste större samhälle är Orizaba, 16,0 km sydost om Buenos Aires. I omgivningarna runt Buenos Aires växer i huvudsak städsegrön lövskog.